# Pouillot de Schwarz
Phylloscopus schwarzi
Espèce
Statut de conservation UICN

 LC  : Préoccupation mineure
Le Pouillot de Schwarz (Phylloscopus schwarzi) est une espèce de passereaux de la famille des Phylloscopidae. C'est une espèce migratrice qui niche en Sibérie et hiverne en Asie du Sud-Est.

## Répartition et habitat
Le Pouillot de Schwarz se reproduit dans le Sud de la Sibérie centrale et orientale, jusqu'en Corée et en Mandchourie. Dans son aire de reproduction, le Pouillot de Schwarz se rencontre dans les forêts de feuillus ouvertes de la taïga avec quelques sous-bois et lisières de forêts buissonnantes, souvent près de l'eau.
C'est une espèce migratrice qui passe l'hiver au Bangladesh, au Cambodge, au Laos, en Birmanie et en Thaïlande.  Dans ses quartiers d'hiver, il occupe les lisières des forêts tropicales, les broussailles épaisses et les endroits broussailleux à proximité des bois.

En vert, aire de reproduction. En bleu clair, aire de passage. En bleu foncé, aire d'hivernage.

## Description
Il s'agit d'un pouillot de taille similaire à celle du Pouillot fitis (Phylloscopus trochilus) (13 cm). L'adulte a le dos brun non strié et les parties inférieures chamoisées. Il y a un très long sourcil blanchâtre proéminent et le bec pointu est plus épais que celui du Pouillot brun (Phylloscopus fuscatus). Les pattes sont plus pâles que celles de ce dernier et les pieds semblent grands, reflétant le mode de vie plus terrestre de ce pouillot. Les sexes sont identiques, comme chez la plupart des pouillots, mais les jeunes oiseaux sont plus jaunes en dessous. Il est insectivore.

## Reproduction
Le pouillot de Schwartz arrive en mai sur les lieux de reproduction dans la taïga de Sibérie orientale et les quitte en août-septembre.
Le nid est construit bas dans un buisson et environ cinq œufs sont pondus. Ils sont d'une couleur grisâtre marbrée et striée de fines marques olive brunâtre, réparties uniformément sur la surface et qui obscurcissent presque la couleur de base. Ils mesurent environ 17 mm sur 13 mm.
Ce petit passereau est sujet au vagabondage jusqu'en Europe occidentale en octobre, malgré les 3 000 km qui le sépare de ses zones de reproduction. Il a été observé pour la première fois en Irlande du Nord en 2008 au Copeand Bird Observatory dans le comté de Down. Il a déjà été observé en Allemagne, à Helgoland.

## Classification
Le nom valide complet (avec auteur) de ce taxon est Phylloscopus schwarzi (Radde, 1863).
L'espèce a été initialement classée dans le genre Sylvia sous le protonyme Sylvia (Phyllopneuste) schwarzi Radde, 1863.
Ce taxon porte en français les noms vernaculaires ou normalisés suivants : Pouillot de Schwarz,, Pouillot à grands sourcils.
Phylloscopus schwarzi a pour synonymes :
- Herbivocula schwarzi (Radde, 1863)
- Sylvia schwarzi Radde, 1863

### Étymologie
Son épithète spécifique, schwarzi, lui a été donnée en l'honneur de l'astronome allemand Ludwig Schwarz (en) (1822-1894).

### Publication originale
- (de) Gustav Radde, Reisen im Süden von Ost-Sibirien in den Jahren 1855-1859, incl : Die Festlands-ornis des südöstlichen Sibiriens, vol. 2, Saint-Pétersbourg, Besobrasoff & Co., 1863, 389 p. (lire en ligne), p. 260-263.